# Hebreus 1
Hebreus 1 é o primeiro capítulo da Epístola aos Hebreus, que faz parte do Novo Testamento da Bíblia. Este capítulo é dividido em 14 versículos.

## Manuscritos
- O texto original é escrito em grego Koiné.
- Alguns dos manuscritos que contém este capítulo ou trechos dele são:[2]
  - Papiro 12
  - Papiro 46
  - Papiro 114
  - Codex Vaticanus
  - Codex Sinaiticus
  - Codex Alexandrinus
  - Codex Freerianus
  - Codex Claromontanus
  - Codex Coislinianus
  - Uncial 0121b

## Estrutura
Hebreus 1:1–14:
A preeminência de Cristo:
- Sobre os profetas, devido à glória divina dele;
- Sobre os anjos:
  - Por possuir melhor nome;
  - Reconhecido como o único Filho verdadeiro do Pai;
  - Deus ordena aos anjos que adorem ao Filho;
  - Exaltado acima dos anjos ao trono eterno, à direita de Deus.